# RM26445
RM26445 — хімічно пекулярна зоря спектрального класу
Зорі спектрального класу й має видиму зоряну величину в смузі V приблизно 12,7.